# Gidget a Roma
Gidget a Roma (Gidget Goes to Rome) è un film del 1963 diretto da Paul Wendkos.

## Trama

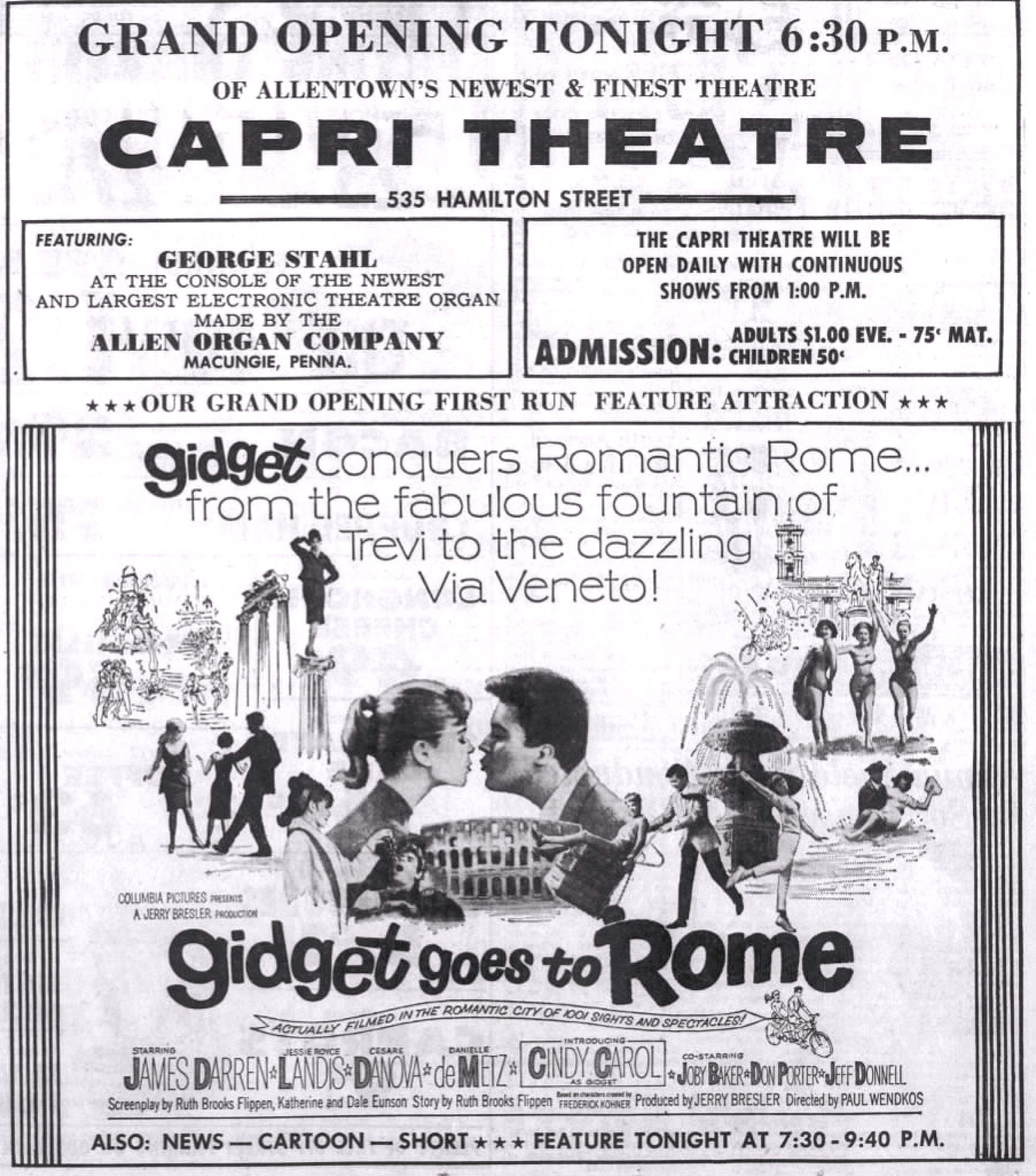
Loandina del 1963 Capri Theater

Frances Lawrence è ancora innamorata di Jeff Matthews, soprannominati dagli amici di surf di Malibu "Gidget e Moondoggie". Gidget riesce a convincere i suoi genitori, Russell e Dorothy Lawrence, a permettergli di fare un viaggio a Roma, insieme a le due amiche Lucy e Libby, Moondoggie, e i suoi due amici del college Judge e Clay. Devono essere però accompagnati dalla zia Albertina Blythe. Arrivati a Roma ricevono la bellissima guida Daniela, che affascina i ragazzi e rende particolarmente gelosa Gidget.